# Municipio de Fairmount (Dakota del Norte)
El municipio de Fairmount (en inglés: Fairmount Township) es un municipio ubicado en el condado de Richland en el estado estadounidense de Dakota del Norte. En el año 2010 tenía una población de 90 habitantes y una densidad poblacional de 0,85 personas por km².

## Geografía
El municipio de Fairmount se encuentra ubicado en las coordenadas 46°1′26″N 96°36′8″O / 46.02389, -96.60222. Según la Oficina del Censo de los Estados Unidos, el municipio tiene una superficie total de 105.89 km², de la cual 105,89 km² corresponden a tierra firme y (0 %) 0 km² es agua.

## Demografía
Según el censo de 2010, había 90 personas residiendo en el municipio de Fairmount. La densidad de población era de 0,85 hab./km². De los 90 habitantes, el municipio de Fairmount estaba compuesto por el 95,56 % blancos, el 1,11 % eran afroamericanos y el 3,33 % eran de una mezcla de razas. Del total de la población el 1,11 % eran hispanos o latinos de cualquier raza.